# Zygaenosia inferna
Zygaenosia inferna är en fjärilsart som beskrevs av Rothschild och Jordan 1901. Zygaenosia inferna ingår i släktet Zygaenosia och familjen björnspinnare. Inga underarter finns listade i Catalogue of Life.